# Тополівка (Полтавський район)
Топо́лівка —  село в Україні, у Диканській селищній громаді Полтавського району Полтавської області. Населення становить 20 осіб. До 2020 орган місцевого самоврядування — Орданівська сільська рада.

## Географія
Село Тополівка знаходиться за 1 км від правого берега річки Середня Говтва, вище за течією на відстані 1,5 км розташоване село Миколаївка, нижче за течією на відстані 2 км розташоване село Ярохівка, на протилежному березі - село Нова Василівка.

## Історія
12 червня 2020 року, відповідно до розпорядження Кабінету Міністрів України № 721-р «Про визначення адміністративних центрів та затвердження територій територіальних громад Полтавської області», село увійшло до складу Диканської селищної громади.
19 липня 2020 року, в результаті адміністративно - територіальної реформи та ліквідації Диканського району, село увійшло до складу новоутвореного Полтавського району.